# José Luis Barceló Rodríguez
Pour les articles homonymes, voir José Luis Barceló.
José Luis Rodríguez Barceló (Elche, 1935-1994) est un homme politique espagnol.

## Biographie
Il naît à Elche (province d'Alicante) le 1er février 1935.
Diplômé en philologie anglaise et en droit, il milite à partir de 1975 dans le Parti démocratique populaire de sa province natale, avec lequel il participe à la fois à la Taula Democràtica del País Valencià et au Consell Democràtic del País Valencià.
Il est interpellé et condamné à une amende pour sa participation à une manifestation de l'opposition au franquisme à Elche.
Au début de la transition démocratique, il rejoint UCD, dont il devient vice-président provincial et dans les rangs de laquelle il est élu député au Congrès pour la Circonscription d'Alicante aux élections générales de 1977. Il intègre donc l'Assemblée de parlementaires du Pays valencien, et devient plus tard membre du premier Conseil du Pays valencien, présidé par le socialiste Josep Lluís Albiñana, exécutif temporaire chargé de gérer la période pré-autonomique, dans lequel il est conseiller à l'Éducation entre avril 1978 et juin 1979.
À ce poste, il mène un travail apprécié des secteurs culturels et universitaires de la région et promeut un « plan expérimental d'enseignement du valencien », première initiative historique en ce sens,.
Il est critiqué au sein d'UCD même, en raison de sa posture jugée « trop progressiste », alors que sous l'action de luttes de pouvoir internes le discours idéologique du parti s'oriente progressivement vers l'anticatalanisme,.
Probablement en raison de ces divergences, il n'apparaît plus comme candidat d'UCD aux élections générales de 1979. Après son mandat au Conseil il quitte la politique active.
Il est plus tard membre d'honneur d'Acció Cultural del País Valencià et préside de la Fondation Jaume Roig d'Elche. Lors des élections générales de 1986, il soutient la candidature de d'Unitat del Poble Valencià.